# Дебевек, Пол
Пол Дебевек (англ. Paul Debevec) — американский учёный в области компьютерной графики. Работает в Институте творческих технологий (англ. Institute for Creative Technologies) при Университете Южной Калифорнии (англ. University of Southern California). Наиболее известен новаторскими работами в области High Dynamic Range Imaging и Image-based modeling and rendering.
Дебевек получил учёную степень доктора философии (Ph.D.) по информатике в университете Беркли в 1996 году. Темой его диссертации была фотограмметрия — методика построения трёхмерной модели объекта при помощи набора двухмерных статических фотографий объекта, которые выполнениы под разными углами к нему. В 1997 году он со своей командой студентов создали «The Campanile Movie» — небольшое видео, в котором был представлен виртуальный облёт известной кампанилы университета Беркли.
Более поздние исследования Дебевека включали методы для записи освещения из реального мира для использования в компьютерной графике. В конечном счёте все исследования Дебевека и его студентов по записи окружающего и падающего света привели к созданию первой версии «LightStage». Позже было выпущено четыре новых версии «LightStage», каждая из которых имела эволюционные улучшения в сравнении с предыдущей. Позже «LightStage» превратился в программный комплекс по цифровому захвату изображений реальных объектов, преимущественно людей, и создание на основе полученных данных их трёхмерных динамических цифровых образов. «LightStage» может создавать цифровые образы объектов, преимущественно человеческих лиц, как в статике, так и в динамике. В настоящий момент «LightStage» позиционируется как часть программы «AMD Cinema 2.0», которая создаётся и продвигается совместными усилиями компаний AMD, OTOY, LightScape и собственно новообразованной компании «LightStage», которая занимается исключительно технологией «LightStage».
Разработанные Дебевеком графические технологии использовались во множестве кинофильмов: «Матрица» (1999), «Человек-паук 2» (2004), «Кинг-Конг» (2005), «Возвращение Супермена» (2006), «Человек-паук 3: Враг в отражении» (2007) «Хэнкок», «Загадочная история Бенджамина Баттона», а также в «Аватар».
Дебевек вместе со своей командой создал несколько короткометражных фильмов (Fiat Lux (1999) и The Parthenon (2004)), которые были показаны на ежегодном мероприятии «Электронный театр» (англ. Electronic Theater), которое проводится в рамках конференции SIGGRAPH.
В первой половине января 2010 года стало известно, что 20 февраля 2010 года на Beverly Hills Академия Киноискусств (англ. Academy of Motion Picture Arts and Sciences) вручит награду создателям технологии «LightStage» —  Полу Дебевеку, Тиму Хокинсу (англ. Tim Hawkins), Джону Моносу (англ. John Monos) и Марку Сегару (англ. Mark Sagar).

## Внешние ссылки
- Домашняя страница Пола Дебевека (англ.)
- HDRshop (англ.)
- Полная биография Пола Дебевека (англ.)